# Mauricio Bruzzone
Mauricio Milton Bruzzone Espinoza (Canelones, Uruguay, 10 de agosto de 1985) es un futbolista uruguayo que juega de mediocampista derecho o lateral derecho. Su club actual es  Progreso de la ciudad de Progreso, equipo que participa por la Liga Departamental  de Canelones, la que lo lleva a vestir desde 2020 la camiseta azulgrana (Selección de Canelones Capital) en la Copa Nacional de Selecciones OFI.

## Clubes
| Club                | País      | Año         |
| ------------------- | --------- | ----------- |
| Villa Española      | Uruguay   | 2008        |
| Sportivo Cerrito    | Uruguay   | 2009 - 2011 |
| El Tanque Sisley    | Uruguay   | 2012        |
| Boca Unidos         | Argentina | 2012        |
| Racing de Trelew    | Argentina | 2012 - 2013 |
| Racing de Olavarria | Argentina | 2013 - 2014 |
| Atlético Progreso   | Uruguay   | 2014 - 2015 |
| Deportivo Madryn    | Argentina | 2015 - 2016 |
| Club Oriental       | Uruguay   | 2016        |
| Atlético Torque     | Uruguay   | 2016 - 2018 |
| Defensor Atlanta    |           | 2018 - 2022 |
| C.A. Progreso       |           | 2023 -      |